# چزینالی
چزینالی (به ایتالیایی: Cesinali) یک کومونه در ایتالیا است که در استان آولینو واقع شده‌است.

## خصوصیات
چزینالی ۳٫۷۳ کیلومترمربع مساحت و ۲٬۵۵۳ نفر جمعیت دارد و ۳۸۰ متر بالاتر از سطح دریا واقع شده‌است.